# Fodinella spinigera
Fodinella spinigera is een mosdiertjessoort uit de familie van de Phidoloporidae. De wetenschappelijke naam van de soort is, als Escharoides spinigera, voor het eerst geldig gepubliceerd in 1900 door Philipps.